# Tape-Automated Bonding

Beschreibung

Tape-Automated Bonding (TAB) ist ein Kontaktierungsverfahren für rohe Halbleiter-Chips (integrierter Schaltkreis) und ermöglicht die schnelle Montage meist direkt auf der Leiterplatte (Chip-on-Board). Als Träger dient ein Polyimidfilm mit aufgeklebten Kupferleiterbahnen für die Anschlüsse. Das Verfahren ermöglicht ein sehr fein strukturiertes Pitch und eignet sich somit besonders für Chips mit vielen Anschlüssen.
Ursprünglich wurde das TAB als kostengünstige Alternative zum Drahtbonden entwickelt. Heute wird es häufig angewendet zur Verbindung der Anzeigentreiber mit der LC-Anzeige selbst.